# Ned Kelly (1970)
Ned Kelly is een Brits-Australische biografische film uit 1970, geregisseerd door Tony Richardson met Mick Jagger in de titelrol. De film was de zevende Australische speelfilmversie van het verhaal van de 19e-eeuwse Australische Ned Kelly en valt op omdat het de eerste Kelly-film was die in kleur werd gedraaid.

## Verhaal
De film is gebaseerd op een waargebeurd verhaal over het leven van de beroemde Australische crimineel uit de 19e eeuw Ned Kelly, een bushranger die bekend staat om gewaagde bankovervallen en moord op politieagenten en geëxecuteerd door ophanging wegens talrijke schendingen van de wet.

## Rolverdeling
| Acteur         | Personage   |
| -------------- | ----------- |
| Mick Jagger    | Ned Kelly   |
| Geoff Gilmour  | Steve Hart  |
| Mark McManus   | Joe Byrne   |
| Serge Lazareff | Wild Wright |
| Peter Sumner   | Tom Lloyd   |